# Dom Bractwa Kurkowego w Toruniu
Dom Bractwa Kurkowego w Toruniu – dawny budynek Bractwa Kurkowego (Strzeleckiego), obecnie siedziba Młodzieżowego Domu Kultury w Toruniu. Znajduje się przy ul. Przedzamcze 11/15. Został zbudowany w stylu historycznym.
Budynek powstał w 1892 roku. Stanął on w miejscu, gdzie wcześniej mieścił się budynek zbudowany w 1622 roku, a zburzony w 1852 roku. W 1893 roku dobudowano do niego kotłownię, w 1900 roku scenę letnią i nową halę muzyczną. Bractwo zawiesiło działalność po wybuchu wojny. Po II wojnie światowej ulokowano tu kasyno wojskowe, a w 1958 roku zakłady dziewiarskie. W 1965 roku władze miasta przeznaczyły go na Młodzieżowy Dom Kultury.